# Imperiales Einheitensystem

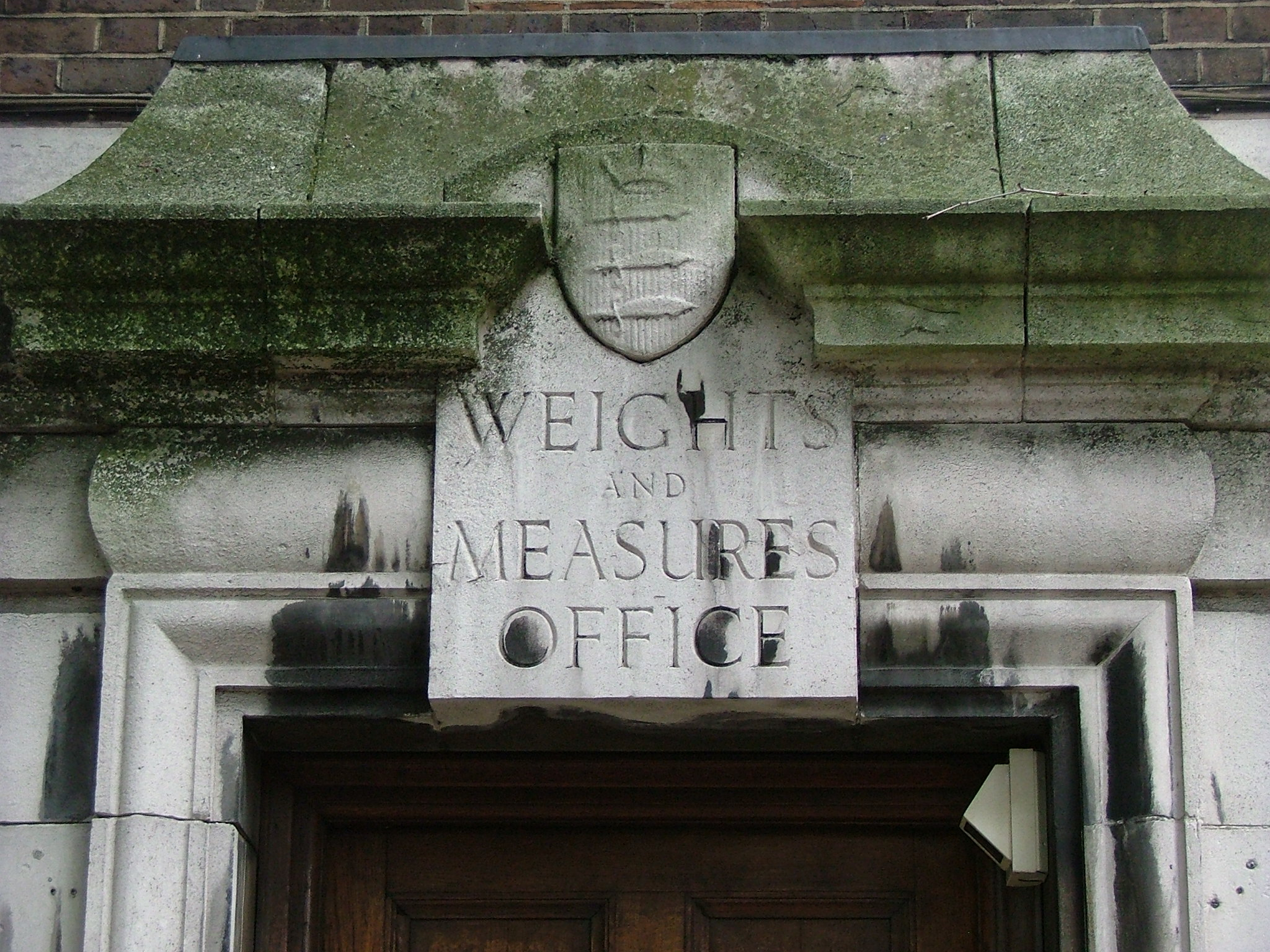
Das ehemalige Büro von Weights and Measures in der Seven Sisters Road, London

Das imperiale Einheitensystem (auch bekannt als britisches System oder Exchequer Standards von 1826) ist das Einheitensystem, das erstmals im britischen Weights and Measures Act 1824 definiert und durch eine Reihe von neuen Maßeinheiten und Änderungen weiterentwickelt wurde.
Das imperiale System entwickelte sich aus früheren englischen Einheiten, ebenso wie das verwandte, aber abweichende Angloamerikanische Maßsystem. Die imperialen Einheiten ersetzten die Winchester Standards, die von 1588 bis 1825 in Kraft waren. Das System wurde 1826 im gesamten Britischen Reich offiziell eingeführt.
Bis zum Ende des 20. Jahrhunderts hatten die meisten Länder des ehemaligen britischen Reichs das metrische System offiziell als ihr Hauptmaßsystem übernommen, dennoch werden die imperialen Einheiten im Vereinigten Königreich und in einigen anderen Teilen des ehemaligen Empires, insbesondere in Kanada, immer noch (zusammen mit den metrischen Einheiten) verwendet.
Die modernen britischen Rechtsvorschriften zur Definition des imperialen Einheitensystems finden sich im Weights and Measures Act 1985 (in seiner geänderten Fassung).

## Umsetzung
Der Weights and Measures Act 1824 sollte ursprünglich am 1. Mai 1825 in Kraft treten, wurde jedoch auf den 1. Januar 1826 verschoben. Das Gesetz erlaubte zudem die weitere Verwendung der vorkaiserlichen Einheiten, sofern sie üblich und allgemein bekannt und deutlich mit den imperialen Äquivalenten gekennzeichnet waren.

### Apothekereinheiten

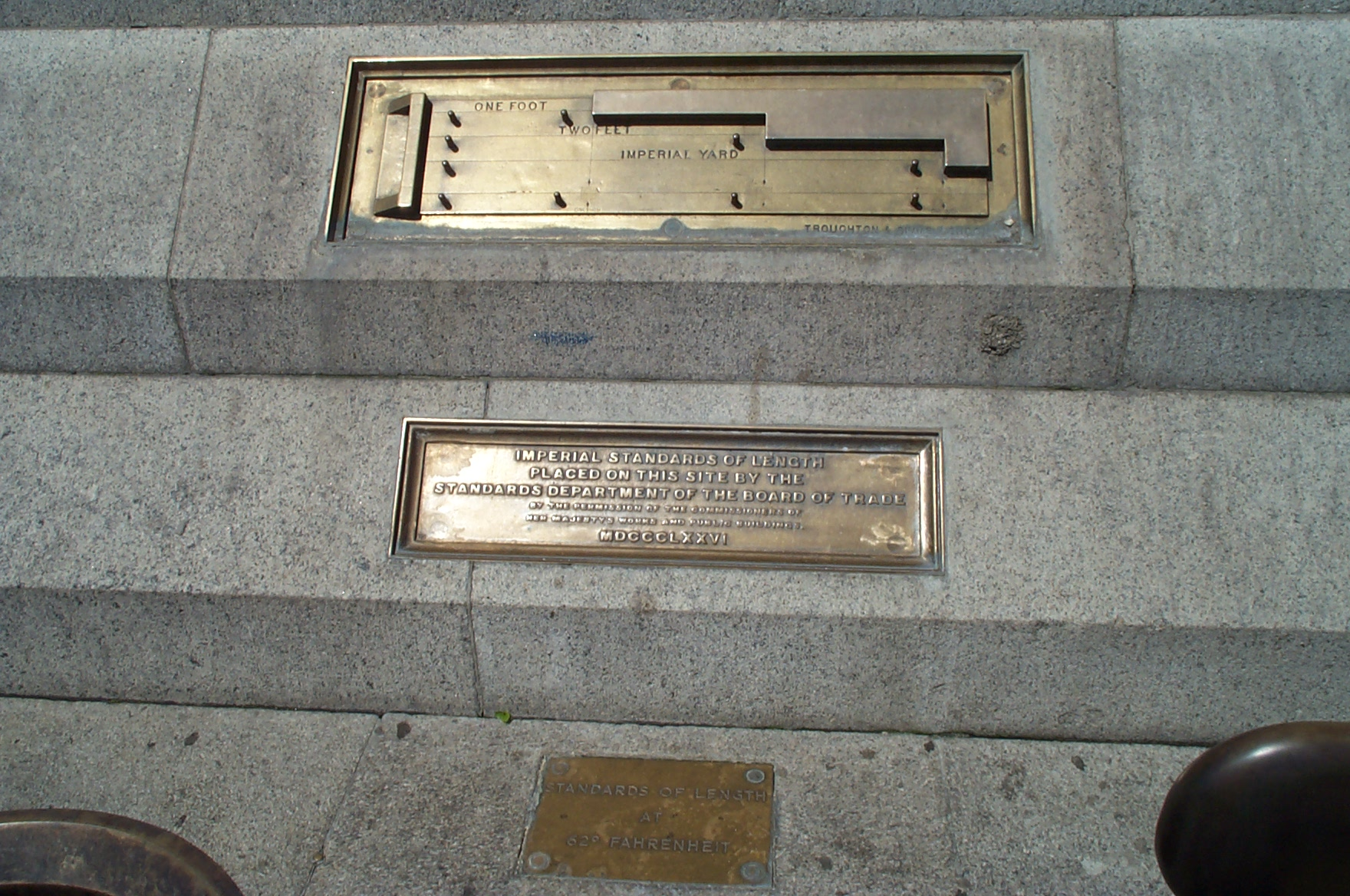
Imperiale Längenstandards 1876 auf dem Trafalgar Square, London

Die Apothekergewichte werden in den Gesetzen von 1824 und 1825 nicht erwähnt. Zu dieser Zeit wurden die Gewichte und Maße der Apotheker in England, Wales und Berwick-upon-Tweed durch das London College of Physicians und in Irland durch das Dublin College of Physicians geregelt. In Schottland wurden die Apotheken inoffiziell durch das Edinburgh College of Physicians geregelt. Die drei Colleges veröffentlichten in unregelmäßigen Abständen Arzneibücher, wobei die Londoner und Dubliner Ausgaben Gesetzeskraft besaßen.
Mit der Veröffentlichung des Londoner Arzneibuches von 1836 wurden kaiserliche Apothekenmaße eingeführt, die auf dem kaiserlichen Pint (20 flüssige Unzen) basieren, äquivalent zur Edinburgh Pharmacopoeia von 1839, und die Dublin Pharmacopoeia von 1850. Der Medical Act 1858 übertrug schließlich der britischen Krone das Recht, die offizielle Pharmakopöe zu veröffentlichen und die Maße und Gewichte der Apotheker zu regeln.

## Einheiten

### Längen
Die metrischen Äquivalente in diesem Artikel gehen in der Regel von der letzten offiziellen Definition aus. Vor diesem Datum war das genaueste Maß für den imperialen Standard Yard 0,914398415 Meter.
| Einheit                                                | Abkürzung bzw. Symbol | Verhältnis zur vorherigen Einheit | entspricht in Metern | Anmerkung |
| ------------------------------------------------------ | --------------------- | --------------------------------- | -------------------- | --- |
| twip                                                   | twip                  | /                                 | 0,0000176389         | typographische Maßeinheit |
| thou                                                   | th                    | 1,44 twip                         | 0,0000254            | Abkürzung für „Tausendstel eines inch“. Auch bekannt als mil. |
| barleycorn                                             | bc                    | 333,34 th                         | 0,0084667            | entspricht 1/3 inch |
| inch (Zoll)                                            | in (″)                | 3 bc                              | 0,0254               | 1 Meter ≈ 39,3701 inch |
| hand                                                   | h                     | 4 inch                            | 0,1016               | Wurde ursprünglich für die Angabe von Pferdegrößen verwendet |
| foot                                                   | ft (′)                | 3 h                               | 0,3048               | Entspricht 12 inch |
| yard                                                   | yd                    | 3 ft                              | 0,9144               | Definiert als genau 0,9144 Meter von der international yard and pound Vereinigung von 1959 |
| chain                                                  | ch                    | 22 yd                             | 20,1168              | 1⁄10 eines Furlongs, entspricht der genauen Entfernung zwischen den beiden Wickets auf einem Cricketfeld. |
| furlong                                                | fur                   | 10 ch                             | 201,168              | Entspricht 220 Yd |
| mile (Meile)                                           | mile                  | 8 fur                             | 1609,344             | Entspricht 1760 yd bzw. 80 chains |
| league                                                 | lea                   | 3 miles                           | 4828,032             | Nicht länger eine offizielle Einheit in einem Staat |
| Maritime Einheiten                                     |                       |                                   |                      | |
| fathom (nautischer Faden)                              | ftm                   | 2,027 yd                          | 1,8288               | Die britische Admiralität verwendete in der Praxis eine Fadenlänge von 6ft, obwohl sie bis zur Einführung der internationalen Seemeile nur 1/1000 einer Seemeile entsprach.                                                                                   |
| cable                                                  |                       | 100 ftm                           | 182,88               | Entspricht einem Zehntel einer nautischen Meile |
| Nautical Mile (Nautische Meile)                        | nmi                   | 10 cables                         | 1828,8               | Wurde zum Vermessen von Distanzen auf See (und bei der Luftfahrt) genutzt und entspricht einer Bogenminute eines Großkreises. Bis zur Übernahme der internationalen Definition von 1852 Metern im Jahr 1970 war die britische Seemeile mit 6080 ft definiert. |
| Gunter’s Vermessungseinheiten (ab dem 17. Jahrhundert) |                       |                                   |                      | |
| link                                                   |                       | 7,92 inch                         | 0,201168             | 1/100 eines chain and 1/1000 eines furlong |
| rod                                                    |                       | 25 links                          | 5,0292               | Die Einheit rod wird auch pole oder perch genannt und entspricht 5,5 yards |

### Flächen
| Einheit                    | Abkürzung oder Symbol | Verhältnis zur vorherigen Einheit | Verhältnis zu den Längeneinheiten | Entspricht in Quadratmetern (gerundet) | Entspricht in Hektar |
| -------------------------- | --------------------- | --------------------------------- | --------------------------------- | -------------------------------------- | -------------------- |
| perch (Quadratrute)        |                       |                                   | 1rd × 1rd                         | 25,293                                 | 0,002529285          |
| rood                       |                       | 40 perches                        | 1 furlong × 1rd                   | 1011,714                               | 0,101171410          |
| acre                       |                       | 4 roods                           | 1 furlong × 1 chain               | 4046,856                               | 0,404685642          |
| square mile (Quadratmeile) | sq mi                 | 640 acres                         | 1 mile × 1 mile                   | 2.589.988,11                           | 258,99881103         |

### Volumina

Imperiale Volumeneinheiten, dargestellt als Krüge in verschiedenen Größen

Der „Weights and Measures Act“ von 1824 erklärte die verschiedenen im britischen Empire verwendeten Gallonen für ungültig und ersetzte sie durch die „Statute Gallon“ (die als „Imperial Gallon“ bekannt wurde), eine Einheit, die dem Volumen der Ale-Gallone sehr nahe kam. Das Gesetz von 1824 definierte das Volumen einer Gallone als das von 10 Pfund destilliertem Wasser, das mit Messinggewichten in der Luft gewogen wurde, wobei das Barometer bei 30 Zoll Quecksilber (102 kPa) und einer Temperatur von 17 °C stand. Im Gesetz von 1824 wurde dieses Volumen mit 277,274 Kubikzoll (4,54371 Liter) angegeben. Das Gesetz über Maße und Gewichte von 1963 verfeinerte diese Definition auf das Volumen von 10 Pfund destilliertem Wasser mit einer Dichte von 0,998859 g/ml, das in Luft mit einer Dichte von 0,001217 g/ml gegen Gewichte mit einer Dichte von 8,136 g/ml gewogen wurde, was 4,546092 L ergibt. Somit wurde eine Gallone als genau 4,54609 Liter definiert.
| Einheit             | Imperial ounces | Imperial pints | Entspricht in Milliliter |
| ------------------- | --------------- | -------------- | ------------------------ |
| fluid ounce (fl oz) | 1               | 0,05           | 28,4130625               |
| gill (gi)           | 5               | 0,25           | 142,0653125              |
| pint (pt)           | 20              | 1              | 568,26125                |
| quart (qt)          | 40              | 2              | 1136,5225                |
| gallon (gal)        | 160             | 8              | 4546,09                  |

#### Volumenmaße der britischen Apotheker
Diese Maße wurden ab 1826 verwendet, als die neue imperiale Gallone definiert wurde. Für pharmazeutische Zwecke wurden sie im Vereinigten Königreich am 1. Januar 1971 durch das metrische System ersetzt. In den USA wird das Apothekensystem, obwohl es nicht mehr empfohlen wird, immer noch gelegentlich in der Medizin verwendet, insbesondere bei Rezepten für ältere Medikamente.
| Einheit                 | Symbol/Abkürzung        | Verhältnis zur vorherigen Einheit | Exakter metrischer Wert |
| ----------------------- | ----------------------- | --------------------------------- | ----------------------- |
| minim                   | ♏︎, , m, m., min        | 1/9600 pint                       |                         |
| fluid scruple           | fl ℈, fl s              | 20 minims                         | 1,18387760416 ml        |
| fluid drachm (fluidram) | ʒ, fl ʒ, fʒ, ƒ 3, fl dr | 3 fluid scruples                  | 3,5516328125 ml         |
| fluid ounce             | ℥, fl ℥, f℥, ƒ ℥, fl oz | 8 fluid drachms                   | 28,4130625 ml           |
| pint                    | O, pt                   | 20 fluid ounces                   | 568,26125 ml            |
| gallon                  | C, gal                  | 8 pints                           | 4,54609 l               |

### Masse und Gewicht
Im 19. und 20. Jahrhundert verwendete das Vereinigte Königreich drei verschiedene Systeme für Masse und Gewicht:
- das Troy-Gewicht, das für Edelmetalle verwendet wurde
- das avoirdupois-Gewicht, das für die meisten anderen Zwecke verwendet wurde
- das Apothekergewicht, das heute praktisch nicht mehr verwendet wird, da das metrische System für alle wissenschaftlichen Zwecke verwendet wird.

Die Unterscheidung zwischen Masse und Gewichtskraft ist nicht immer eindeutig. Streng genommen ist ein Pfund eine Masseneinheit, doch wird es im Allgemeinen als Gewicht bezeichnet. Wenn eine Unterscheidung erforderlich ist, wird der Begriff Pound-force als Krafteinheit verwendet.
Das britische Pfund (373,2417216 g) wurde durch den Weights and Measures Act von 1824 zur primären Masseneinheit erklärt, seine Verwendung wurde im Vereinigten Königreich jedoch schon am 1. Januar 1879 wieder abgeschafft, wobei nur die Feinunze (31,1034768 g) und ihre dezimalen Unterteilungen beibehalten werden. Mit dem Gesetz über Maße und Gewichte von 1855 wurde das avoirdupois-Pfund zur Haupteinheit der Masse. In allen Systemen ist die Grundeinheit das Pfund, sodass alle anderen Einheiten als Bruchteile oder Vielfache davon definiert werden.
| grain (gr)                    | 1/7000 | 64,799 mg   | Entspricht exakt 64,79891 Milligramm. |
| dram (dr)                     | 1/256  | 1,772 g     | Ein dram entspricht 1/16 einer Unze |
| ounce (Unze) (oz)             | 1/16   | 28,35 g     | |
| pound (Pfund) (lb)            | 1      | 453,592 g   | Definiert durch die Units of Measurement Regulations 1994 (SI 1994) |
| stone (st)                    | 14     | 6,35 kg     | Der Plural stone wird oft benutzt, wenn ein Gewicht angeboten wird (bspw. „Dieser Sack wiegt 8 Stone“). Das Körpergewicht einer Persons wird in englischsprachigen Staaten, die das avoirdupois-System nutzen, gewöhnlich in Stone und Pfund angegeben (Ausnahme: USA) |
| quarter (qr or qtr)           | 28     | 12,7 kg     | Ein Quarter (wörtlich ein Viertel eines Zentners) entspricht zwei Steinen oder 28 Pfund. Der Begriff Quarter wird auch im Einzelhandel verwendet, wo er sich auf vier Unzen, d. h. ein Viertel eines Pfunds, bezieht.                                                  |
| hundredweight (Zentner) (cwt) | 112    | 50,803 kg   | Ein imperialer Zentner entspricht acht Stone und heißt genauer long hundredweight (= 112 pounds) im Gegensatz zum short hundredweight (= 100 pounds) wie es in den USA und in Kanada verwendet wird.                                                                   |
| ton (Tonne) (t)               | 2240   | 1016,047 kg | 20 Zentner entsprechen in den USA und Kanada einer Tonne. Da der imperiale Zentner jedoch 12 % größer ist als der in den beiden Länden definierte, entspricht die imperiale Tonne (auch long ton) 2240 Pfund.                                                          |
| Gravitationale Einheiten      |        |             | |
| slug (slug)                   | 32,174 | 14,584 kg   | Die Massekugel (Slug), eine Einheit des imperialen und des Einheitensystems, ist eine Masse, die um 1 ft/s2 beschleunigt, wenn eine Kraft von einem Pfund (lbf) auf sie ausgeübt wird.                                                                                 |

## Äquivalente und Normale
Das Parlamentsgesetz von 1824 definierte das Yard und das Pfund unter Bezugnahme auf die Prototyp-Normale und legte auch die Werte bestimmter physikalischer Konstanten fest, um die Wiederherstellung der Normalen im Falle ihrer Beschädigung zu ermöglichen. Für das Yard wurde die Länge eines Pendels, das auf dem Breitengrad von Greenwich bei mittlerem Meeresspiegel in vacuo schlägt, mit 39,01393 Zoll definiert. Für das Pfund wurde die Masse eines Kubikzolls destillierten Wassers bei einem Atmosphärendruck von 30 Zoll Quecksilber und einer Temperatur von 62° Fahrenheit mit 252,458 Grains definiert, wobei es 7000 Grains pro Pfund gibt.
Nach der Zerstörung der ursprünglichen Prototypen beim Parlamentsbrand 1834 erwies es sich als unmöglich, die Normale auf der Grundlage dieser Definitionen neu zu erstellen, und es wurde ein neuer Weights and Measures Act 1855 verabschiedet, der die Wiederherstellung der Prototypen auf der Grundlage anerkannter Sekundärnormale erlaubte.

## Gebrauch

### Vereinigtes Königreich

Staaten, die für ihre Einheiten das metrische System, das SI-System, das imperiale System und das US-System verwenden (Stand: 2019)

Seit dem Weights and Measures Act 1985 definiert das britische Recht die imperialen Basiseinheiten in Form ihres metrischen Äquivalents. Das metrische System wird im Vereinigten Königreich für gewöhnlich in Wirtschaft und Technik verwendet, während in der Öffentlichkeit die imperialen Einheiten weiterhin weit verbreitet sind. Auf allen Straßen des Vereinigten Königreichs wird das imperiale System verwendet, mit Ausnahme von Gewichtsbeschränkungen. Auf neueren Schildern für Höhen- oder Breitenbeschränkungen ist neben dem imperialen jedoch mittlerweile auch das metrische System angegeben. 

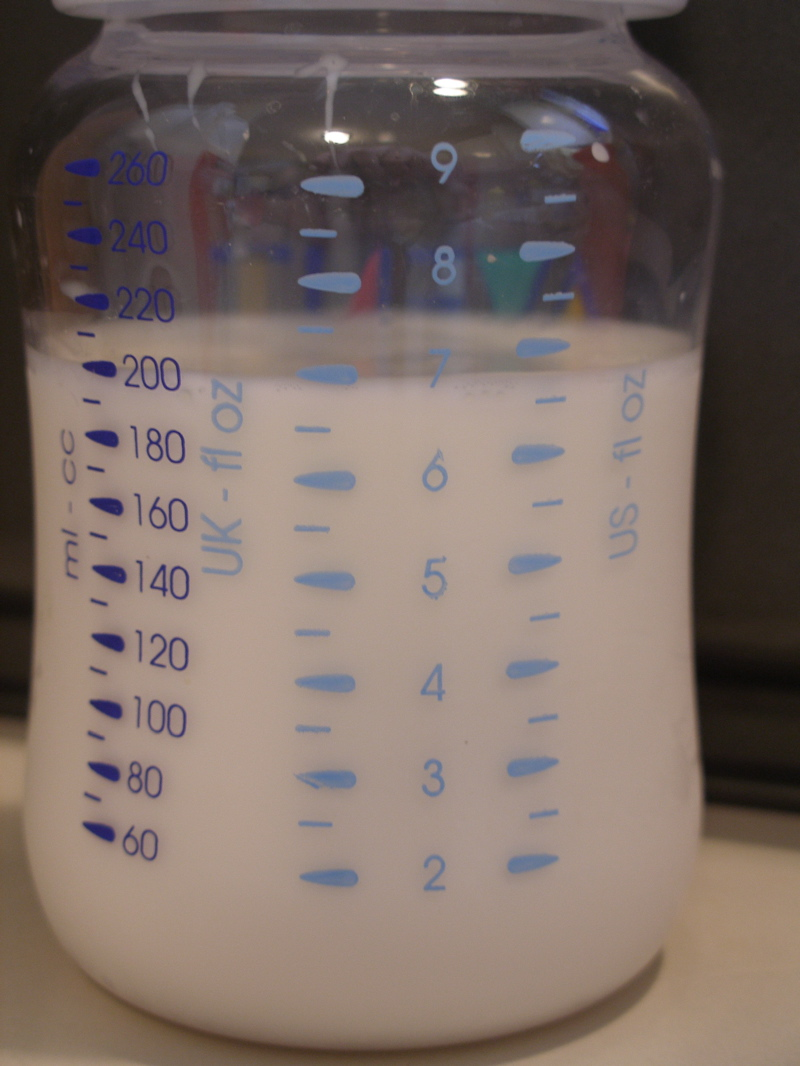
Eine Babyflasche, die in drei Einheitensystemen misst – metrisch, imperial (GB) und US customary

Händler im Vereinigten Königreich können Anfragen von Kunden annehmen, die in imperialen Einheiten angegeben sind, und Waagen, die in beiden Einheitensystemen anzeigen, sind im Einzelhandel üblich. Metrische Preisschilder können von imperialen Preisschildern begleitet werden, vorausgesetzt, die imperialen Schilder sind nicht größer und nicht auffälliger als die metrischen.
Das Vereinigte Königreich hat 1995 dann offiziell den teilweisen Übergang zum metrischen System vollzogen, wobei die imperialen Einheiten für bestimmte Anwendungen wie Bier und Apfelwein vom Fass weiterhin gesetzlich vorgeschrieben sind, wie es auch bei Straßenschildern der Fall ist. Daher müssen die Tachometer der im Vereinigten Königreich verkauften Fahrzeuge Meilen pro Stunde anzeigen können. Obwohl das Troy Pfund im Vereinigten Königreich mit dem Weights and Measures Act 1878 verboten wurde, darf die Troy Unze weiterhin für das Gewicht von Edelsteinen und Metallen verwendet werden. Die ursprünglichen Eisenbahnen (von denen viele in der viktorianischen Ära gebaut wurden) verwenden zu einem großen Teil imperiale Einheiten: Entfernungen werden offiziell in Meilen und Yards oder Meilen und Chains sowie in Fuß und Zoll gemessen, und die Geschwindigkeit wird in Meilen pro Stunde angegeben.
Auch im Alltag verwenden einige Briten immer noch eine oder mehrere imperiale Einheiten für Entfernungen (Meilen, Yards, Fuß und Zoll) und einige Arten der Volumenmessung (vor allem Milch und Bier in Pints; seltener für Erfrischungsgetränke in Dosen oder Flaschen oder Benzin). Ebenso werden zu alltäglichen Angabe des Körpergewicht oft noch imperiale Einheiten verwendet (Stones und Pfund für Erwachsene, Pfund und Unzen für Babys). In staatlichen Dokumenten, die sich an die Öffentlichkeit richten, können Körpergewicht und -Größe sowohl in metrischen als auch in imperialen Einheiten angegeben werden. Eine Studie von 2015 zeigte, dass viele Menschen ihre Körpergröße oder ihr Gewicht auch gar nicht in beiden Systemen kennen. 2017 gaben die Menschen unter 40 Jahren an, das metrische System zu bevorzugen, während Menschen über 40 Jahren das imperiale System bevorzugt nutzen.
Wie in anderen englischsprachigen Ländern, darunter Australien, Kanada und die Vereinigten Staaten, wird die Höhe von Pferden in der Regel in Hands gemessen, standardisiert auf 4in. Der Kraftstoffverbrauch von Fahrzeugen wird üblicherweise in Meilen pro Gallone (mpg) angegeben, obwohl die offiziellen Zahlen immer Liter pro 100 km enthalten und Kraftstoff in Litern verkauft wird. Beim Verkauf von Fassbier in Schankwirtschaften müssen Bier und Apfelwein in Pints, Half-Pints oder Third-Pints verkauft werden. Kuhmilch ist sowohl in Liter- als auch in Pint-Behältern in Supermärkten und Geschäften erhältlich. Flächen in der Land- und Forstwirtschaft sowie in der Immobilienwirtschaft werden in der Regel in Hektar und Quadratfuß angegeben, aber in Verträgen und Grundbucheintragungen sind die Einheiten Hektar und Quadratmeter vorgeschrieben.
Büroräume und Industrieanlagen werden dagegen in der Regel in Quadratfuß angegeben. Stahlrohrgrößen werden in Zollschritten verkauft, während Kupferrohre in Millimeterschritten verkauft werden. Auch die Rahmen von Fahrrädern und die Bildschirmgrößen von Fernsehgeräten und Computermonitoren werden immer in Zoll gemessen.
Die Größe von Kleidung wird in der Regel ebenso in Zoll angegeben, wobei das metrische Äquivalent oft als kleine Zusatzangabe erscheint. Gas wird in der Regel in Kubikfuß oder Kubikmeter gemessen, wird aber wie Strom in Kilowattstunde abgerechnet.

### Indien
Indien begann zwischen 1955 und 1962 mit der Umstellung vom imperialen auf das metrische System. Das metrische System für Gewichte und Maße wurde vom indischen Parlament im Dezember 1956 mit dem Standards of Weights and Measures Act angenommen, der am 1. Oktober 1958 in Kraft trat. Ab 1962 wurden metrische Einheiten „obligatorisch und exklusiv“.
Heute werden alle offiziellen Messungen in Indien im metrischen System vorgenommen. Im allgemeinen Sprachgebrauch beziehen sich einige ältere Inder noch auf imperiale Einheiten. Einige Maße, wie z. B. die Höhe von Bergen, werden immer noch in Fuß angegeben. Der Felgendurchmesser von Reifen wird immer noch in Zoll gemessen, wie es weltweit üblich ist. In Branchen wie dem Baugewerbe und der Immobilienbranche wird nach wie vor sowohl das metrische als auch das imperiale System verwendet, auch wenn es üblicher ist, die Größe von Häusern in Quadratfuß und die Fläche eines Grundstücks in Hektar anzugeben.
Im standardisierten Indischen Englisch, wie auch im Australischen, Kanadischen, Neuseeländischen, Singapurischen und britischen Englisch, werden für die metrische Einheiten wie Liter, Meter und Tonne die aus dem Französischen übernommenen traditionellen Schreibweisen verwendet, die sich von denen in den Vereinigten Staaten und den Philippinen unterscheiden. Die kaiserliche lange Tonne wird beispielsweise nur mit einem „n“ geschrieben.

### Hong Kong
In Hongkong gibt es drei Hauptsysteme von Maßeinheiten, die derzeit verwendet werden:
- Die chinesischen Maße des Qing-Reiches (die in China nicht mehr weit verbreitet sind)
- die britischen imperialen Einheiten
- das metrische System.

Im Jahr 1976 begann die Regierung von Hongkong mit der Umstellung auf das metrische System, und seit 2012 werden Messungen für Regierungszwecke, wie z. B. Straßenschilder, fast immer in metrischen Einheiten vorgenommen. Alle drei Systeme sind offiziell für den Handel zugelassen und auch in der Gesellschaft insgesamt herrscht eine Mischung aus allen drei Systemen vor.
Die am häufigsten verwendeten Längeneinheiten des chinesischen Systems sind 里 (lei), 丈 (zoeng), 尺 (cek), 寸 (cyun), 分 (fan) in absteigender Reihenfolge. Diese Einheiten werden im täglichen Leben nur noch selten verwendet, da das imperiale und das metrische System bevorzugt werden. Die imperialen Äquivalente werden mit denselben chinesischen Grundzeichen geschrieben wie das chinesische System. Um zwischen den Einheiten der beiden Systeme zu unterscheiden, können die Einheiten mit dem Präfix „Ying“ (英) für das imperiale System und „Wa“ (華) für das chinesische System versehen werden. In der Schrift werden oft abgeleitete Zeichen mit einem zusätzlichen l口 links vom ursprünglichen chinesischen Zeichen verwendet, um imperiale Einheiten zu schreiben. Die am häufigsten verwendeten Einheiten sind die Meile oder „li“ (哩), der Yard oder „ma“ (碼), der Fuß oder „chek“ (呎) und der Zoll oder „tsun“ (吋, cyun).
Das traditionelle Maß für eine ebene Fläche ist der Quadratfuß (方呎, 平方呎, fong cek, ping fong cek) des imperialen Systems, das für Immobilienzwecke immer noch gebräuchlich ist. Die Vermessung von landwirtschaftlichen Grundstücken und Feldern erfolgt traditionell im 畝(mau) des chinesischen Systems.
Für die Messung des Volumens verwendet Hongkong offiziell das metrische System, obwohl gelegentlich auch die Gallone (加侖, gaa leon) verwendet wird.

### Kanada

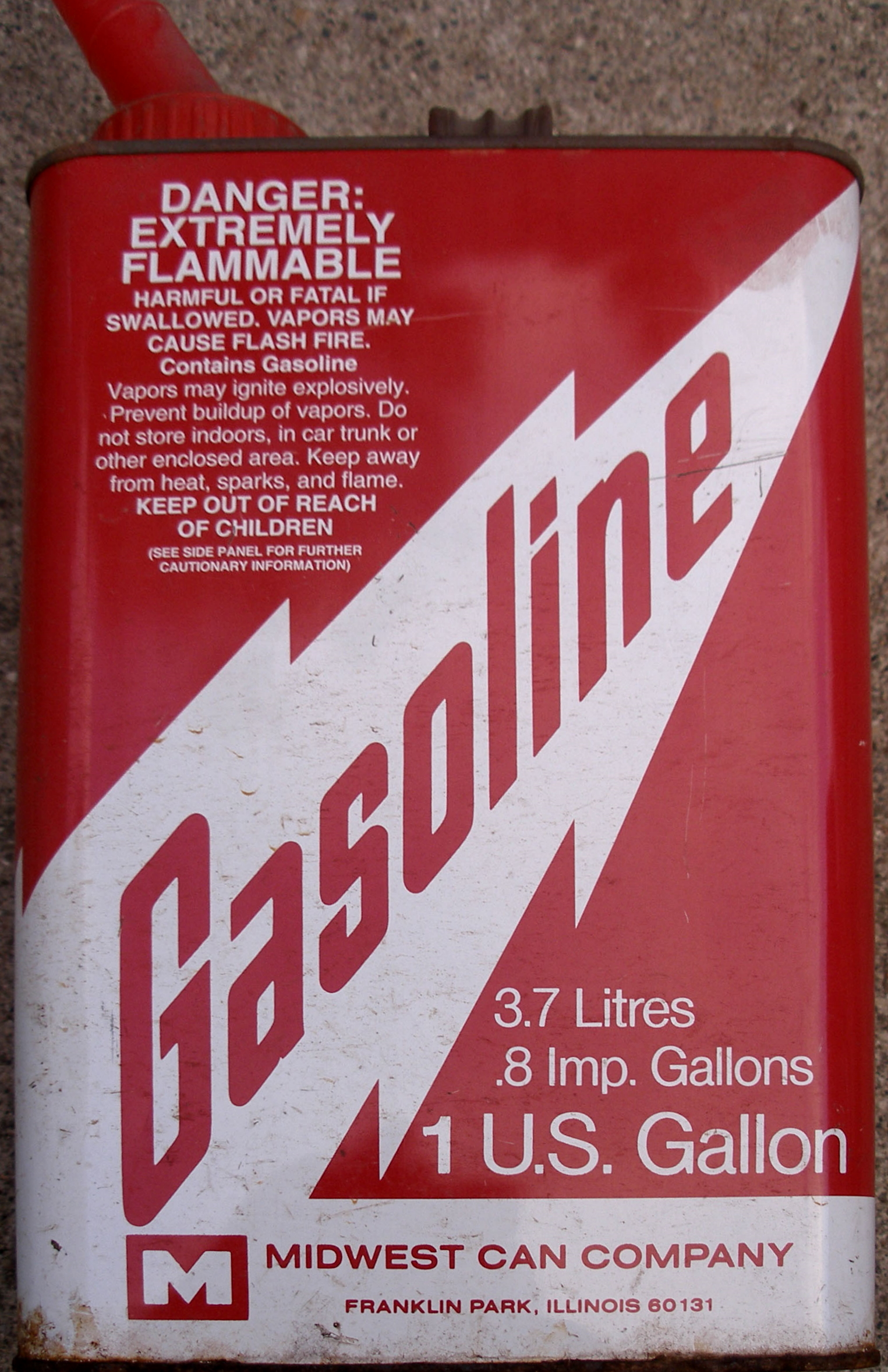
Ein Benzinkanister aus Kanada (Nähe der Grenze zu den USA) mit Angabe des Volumens in imperialen Gallonen, US Gallonen und Litern

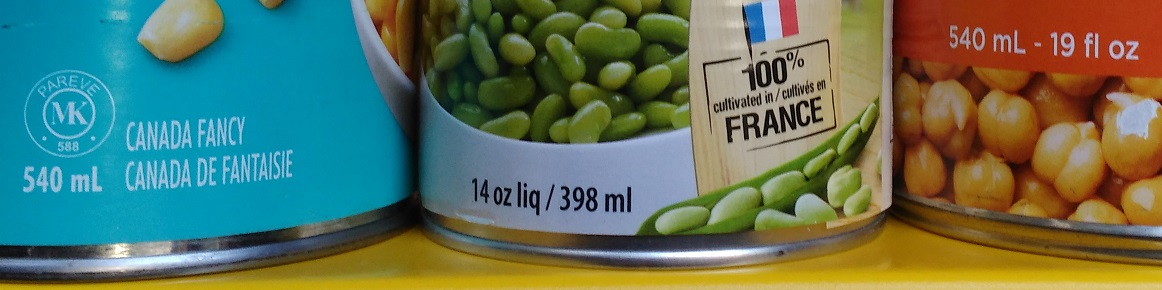
Imperiale und metrische Maße auf kanadischen Dosenetiketten.

In den 1970er Jahren wurden in Kanada das metrische System und die SI-Einheiten eingeführt, um das imperiale System zu ersetzen. Innerhalb der Regierung wurden umfangreiche Anstrengungen unternommen, um das metrische System durchzusetzen, sodass heute fast jede Behörde, Institution oder Funktion, die von der Regierung bereitgestellt wird, ausschließlich SI-Einheiten verwendet. Die imperialen Einheiten wurden von allen öffentlichen Straßenschildern gestrichen, sodass sich nur noch auf Schildern in Privatbesitz, imperiale Einheiten befinden.
In den 1980er Jahren geriet die vollständige Umstellung auf das metrische System dann jedoch ins Stocken, als die Regierung von Brian Mulroney gewählt wurde. Es gab heftigen Widerstand gegen die Umstellung auf das metrische System und als Kompromiss behielt die Regierung die gesetzlichen Definitionen für imperiale Einheiten bei und erlaubte deren Verwendung, solange die metrischen Einheiten ebenfalls angegeben werden.
Das Gesetz gibt vor, dass abgemessene Produkte (wie Benzin und Fleisch) in metrischen Einheiten bepreist werden. Bei den Preisen für Obst und Gemüse, die früher nur in imperialen Einheiten angegeben wurden, wird in der Regel Nachsicht geübt. Das kanadische Umweltministerium bietet neben metrischen Einheiten immer noch eine Option für imperiale Einheiten an, auch wenn das Wetter in den kanadischen Medien in der Regel in metrischen Einheiten gemessen und gemeldet wird. Einige Radiosender in der Nähe der Grenze zu den Vereinigten Staaten (z. B. CIMX und CIDR) verwenden in erster Linie imperiale Einheiten, um über das Wetter zu berichten.
Im englischsprachigen Kanada werden Geschäfts- und Wohnräume meist (aber nicht ausschließlich) in Quadratfuß angegeben, während im französischsprachigen Quebec Geschäfts- und Wohnräume in Quadratmetern angegeben werden. Teppiche oder Bodenfliesen werden nach Quadratfuß, seltener auch nach Quadratmetern gekauft.
Der Kraftstoffverbrauch von Kraftfahrzeugen wird sowohl in Litern pro 100 km als auch in britischen Meilen pro Gallone (statute miles per imperial gallon) angegeben, was zu dem fälschlichen Eindruck führt, kanadische Fahrzeuge seien 20 % sparsamer als ihre scheinbar identischen amerikanischen Gegenstücke, deren Kraftstoffverbrauch in Meilen pro US-Gallone angegeben wird. Die kanadischen Eisenbahnen verwenden ausschließlich imperiale Maße zur Beschreibung von Zuglänge (Fuß), Zughöhe (Fuß), Kapazität (tons), Geschwindigkeit (mph) und Streckenlänge (Meilen).
Auch bei Feuerwaffen und Munition sind imperiale Einheiten nach wie vor gebräuchlich. Bei der Beschreibung von Patronentypen werden nach wie vor imperiale Maße verwendet, selbst wenn die Patrone eine relativ neue Erfindung ist (z. B. .204 Ruger, .17 HMR, wo das Kaliber in Dezimalbruchteilen eines Zolls angegeben wird). Munition, die bereits metrisch klassifiziert ist, wird weiterhin metrisch angegeben.
In Übereinstimmung mit dem internationalen Standard basiert die Luftfahrt auf nautischen Einheiten, z. B. der nautischen Meile, die weder imperial noch metrisch ist, und die Höhe wird in imperialen Fuß gemessen.

### Australien
Während die metrische Umstellung in Australien die offizielle Verwendung von imperialen Einheiten weitgehend beendet hat, werden für bestimmte Maßeinheiten nach wie vor die internationalen imperialen Einheiten verwendet:
- In konzessionierten Lokalen werden Bier und Apfelwein vom Fass in Gläsern und Krügen verkauft, wobei die Größen auf der imperialen Flüssigunze basieren, jedoch auf die nächsten 5mL gerundet sind.
- Neugeborene werden in den Krankenhäusern metrisch gemessen, aber das Geburtsgewicht und die Länge werden je nach Region auch in imperialen Einheiten mitgeteilt. Auch sonst wird die Körpergröße im Alltag oft in Zoll gemessen.
- Bildschirmgrößen werden häufig in Zoll statt in Zentimetern angegeben.
- Die Größe von Grundstücken wird selten in Acres angegeben, sondern meist in Quadratmetern oder Hektar.
- Die Navigation auf See erfolgt in Seemeilen und die Geschwindigkeitsbegrenzungen auf dem Wasser werden in Seemeilen pro Stunde angegeben.
- Historische Schriften und Darstellungen können vormetrische Einheiten enthalten, um den Kontext der dargestellten Epoche widerzuspiegeln.
- Der illegale Drogenhandel in Australien verwendet immer noch häufig imperiale Maßeinheiten, insbesondere wenn es um kleinere Mengen geht, die näher am Endverbraucher liegen, z. B. „8-ball“, eine 8tel Unze oder 3,5g. Cannabis wird häufig in Unzen („oz“) und Pfund („p“) gehandelt.
- Die Länge von Feuerwaffenläufen wird fast immer in Zoll angegeben und auch Munition wird immer noch in Grains und Unzen sowie zusätzlich in Gramm gemessen.

### Neuseeland
Neuseeland führte das metrische System am 15. Dezember 1976 ein. Die Luftfahrt war davon ausgenommen, wobei die Höhe und die Höhe des Flughafens weiterhin in Fuß gemessen werden, während die Navigation in Seemeilen erfolgt; alle anderen Aspekte (Treibstoffmenge, Flugzeuggewicht, Länge der Start- und Landebahn usw.) werden in metrischen Einheiten angegeben.
Bildschirmgrößen für Geräte wie Fernseher, Monitore und Telefone sowie Felgengrößen für Fahrzeuge werden in Zoll angegeben, wie es auch sonst fast überall üblich ist. Eine Studie aus dem Jahr 1992 ergab, dass für das Geburtsgewicht und die menschliche Größe neben metrischen Einheiten weiterhin imperiale Einheiten verwendet werden.

### Irland
Irland ist seit dem Beitritt zur Europäischen Union offiziell auf das metrische System umgestiegen, wobei die Entfernungsangaben auf neuen Straßenschildern seit 1997 und die Geschwindigkeitsbegrenzungen seit 2005 metrisch sind. Das imperiale System wird nur noch in begrenztem Umfang verwendet – beispielsweise für den Verkauf von Bier in Kneipen (traditionell pro Pint verkauft). Alle anderen Waren sind gesetzlich verpflichtet, in metrischen Einheiten verkauft zu werden, wobei die traditionellen Mengen für Waren wie Butter und Wurstwaren beibehalten werden, die in 454 Gramm (1lb)-Verpackungen verkauft werden.
Die meisten Autos, die vor 2005 verkauft wurden, haben Geschwindigkeitsmesser mit Meilen pro Stunde als Haupteinheit, aber mit einer Anzeige für Kilometer pro Stunde. Auf Schildern, z. B. für die Höhe von Brücken, werden häufig sowohl metrische als auch imperiale Einheiten angezeigt.
Imperiale Maßeinheiten werden von der Bevölkerung nach wie vor umgangssprachlich verwendet, vor allem bei Höhen- und Entfernungsangaben wie Fuß, Zoll und Acres sowie bei Gewichtsangaben wie Pfund und Stone, die bei Menschen aller Altersgruppen noch immer gebräuchlich sind. Auch die irischen Eisenbahnen verwenden immer noch imperiale Maße für Entfernungen und Geschwindigkeitsschilder. Grundstücke werden in der Regel sowohl in Quadratfuß als auch in Metern angegeben.
Bei Pferderennen in Irland werden nach wie vor Stones, Pfund, Meilen und Furlongs als Maßeinheiten verwendet.

### Bahamas
Das imperiale Maßsystem wird auf den Bahamas auch heute noch allgemein verwendet.
Rechtlich sind sowohl das imperiale als auch das metrische System durch den Weights and Measures Act 2006 anerkannt worden.

### Belize
Auch in Belize werden sowohl imperiale als auch metrische Einheiten verwendet. Beide Systeme sind gesetzlich zugelassen durch den National Metrology Act.

### Myanmar
Nach Angaben der CIA war Myanmar im Juni 2009 eines von drei Ländern, die das metrische SI-System nicht als offizielles System für Gewichte und Maße eingeführt hatten. Trotzdem begannen auch hier seit 2011 die Bemühungen an eine Anpassung an das metrische System. Die birmanische Regierung setzte sich das Ziel, mit Hilfe des deutschen Nationalen Metrologieinstituts bis 2019 metrisch umzustellen, was jedoch nicht erreicht wurde.

### Weitere Staaten
Einige imperiale Maße werden in Malaysia, den Philippinen, Sri Lanka und Südafrika noch in begrenztem Umfang verwendet. Maße in Fuß und Zoll, insbesondere für die Größe einer Person, sind in alltäglichen Situationen und nichtstaatlichen Veröffentlichungen häufig anzutreffen.
Vor der Umstellung auf das metrische System war es in Malaysia üblich, unbenannte Orte und kleine Siedlungen an Hauptverkehrsstraßen damit zu bezeichnen, wie viele Meilen sie von der nächstgelegenen größeren Stadt entfernt waren. In einigen Fällen wurden diese Bezeichnungen schließlich zu den offiziellen Namen der Orte; in anderen Fällen wurden diese Namen weitgehend oder vollständig durch neue Namen ersetzt. Ein Beispiel für Ersteres ist Batu 32 (wörtlich „Meile 32“ auf Malaiisch), das sich auf das Gebiet rund um die Kreuzung zwischen der Federal Route 22 (dem Tamparuli-Sandakan Highway) und der Federal Route 13 (dem Sandakan-Tawau Highway) bezieht. Das Gebiet wurde so genannt, weil es 32 Meilen westlich von Sandakan, der nächstgelegenen größeren Stadt, liegt.
In Anguilla, Antigua und Barbuda, Belize, Myanmar, den Kaimaninseln, Dominica, Grenada, Montserrat, St. Kitts und Nevis sowie St. Vincent und die Grenadinen wird Benzin immer noch pro Gallone verkauft.
In den Vereinigten Arabischen Emiraten erließ das Kabinett 2009 den Erlass Nr. 270, in dem festgelegt wurde, dass ab dem 1. Januar 2010 der neue Verkaufspreis für Benzin in Litern und nicht in Gallonen angegeben wird, was im Einklang mit dem Kabinettsbeschluss Nr. 31 aus dem Jahr 2006 über das nationale Maßsystem der VAE steht, der die Verwendung des Internationalen Einheitensystems als Grundlage für die gesetzlichen Maßeinheiten im Land vorschreibt. Sierra Leone stellte im Mai 2011 auf den Verkauf von Kraftstoff nach Litern um. Im Oktober 2011 kündigte die Regierung von Antigua und Barbuda die Wiederaufnahme des Metrikierungsprogramms gemäß dem Metrologiegesetz von 2007 an, mit dem das Internationale Einheitensystem als gesetzliches Einheitensystem eingeführt wurde.